# 费尔朗
费尔朗（法語：Ferlens）是瑞士联邦西部法语区的沃州下设的一个镇。在行政上属于拉沃-奥龙区管辖。费尔朗的总面积为2.17平方公里。截至2010年底，总人口为329。